# Lliga malgaixa de futbol
La lliga malgaixa de futbol és la màxima competició futbolística de Madagascar. Oficialment s'anomena Pro League Championnat de Football National Division 1 i per patrocini Orange Pro League Madagascar.
1962-2019
La competició es jugà en format de lliga entre 24 equips classificats de les 22 lligues regionals. En la primera fase els equips es dividien en quatre grups de sis equips. Els tres primers de cada grup passaven a la segona ronda. La segona fase es forma en dos grups de sis equips i els dos primers de cada grup passaven a la ronda final. La fase final, anomenada Groupe des As, on el primer classificat del grup es proclamava campió. Anteriorment a 2019 el campionat de Madagascar s'anomenava THB Champions League (patrocinada per Three Horses Beer).
2019
A partir de 2019 la competició és professional.

## Historial
Font:
Campionat Regional d'Antanarivo
- 1935:  Racing Club
- 1936:  Racing Club
- 1937-55: desconegut

Campionat Nacional
- 1956:  Ambatondrazaka Sport (1)
- 1957-59: desconegut
- 1960:  Racing Club (1)
- 1961:  Fortior Côte Ouest (1)
- 1962:  AS Fortior (1)
- 1963:  AS Fortior (2)
- 1964-66: desconegut
- 1967:  Racing Club (2)
- 1968:  Fitarikandro (1)
- 1969:  US Fonctionnaires (1)
- 1970:  MMM Toamasina (1)
- 1971:  AS St. Michel (1)
- 1972:  Fortior Côte Ouest (2)
- 1973:  JS Antalaha (1)
- 1974:  AS Corps Enseignement (1)
- 1975:  AS Corps Enseignement (2)
- 1976: no es disputà
- 1977:  AS Corps Enseignement (3)
- 1978:  AS St. Michel (2)
- 1979:  Fortior Côte Ouest (3)
- 1980:  MMM Toamasina (2)
- 1981:  AS Somasud (1)
- 1982:  Dinamo Fima (1)
- 1983:  Dinamo Fima (2)
- 1984: no es disputà
- 1985:  AS Sotema (1)
- 1986:  BTM Antananarivo (1)
- 1987:  Jos Nosy-Bé (1)
- 1988:  COSFA Antananarivo (1)
- 1989:  AS Sotema (2)
- 1990:  ASF Fianarantsoa (1)
- 1991:  AS Sotema (3)
- 1992:  AS Sotema (4)
- 1993:  BTM Antananarivo (2)
- 1994:  FC Rainizafy (1)
- 1995:  FC Fobar (1)
- 1996:  FC BFV (1)
- 1997:  DSA Antananarivo (1)
- 1998:  DSA Antananarivo (2)
- 1999:  AS Fortior (3)
- 2000:  AS Fortior (4)
- 2001:  SO l'Emyrne (1)
- 2002:  AS Adema (1)
- 2003:  Ecoredipharm FC (1)
- 2004:  USJF/Ravinala (1)
- 2005:  USCA Foot (1)
- 2006:  AS Adema (2)
- 2007:  AJESAIA (1)
- 2008:  Académie Ny Antsika (1)
- 2009:  AJESAIA (2)
- 2010:  CNaPS Sport (1)
- 2011:  Japan Actuel's FC (1)
- 2012:  AS Adema (3)
- 2013:  CNaPS Sport (2)
- 2014:  CNaPS Sport (3)
- 2015:  CNaPS Sport (4)
- 2016:  CNaPS Sport (5)
- 2017:  CNaPS Sport (6)
- 2018:  CNaPS Sport (7)
- 2019:  Fosa Juniors FC (1)

Pro League
- 2019-20: cancel·lat[4]
- 2020-21:  AS Adema (4)
- 2021-22:  CFFA (1)
- 2022-23:  Fosa Juniors FC (2)
- 2022-23:  Disciples FC (1)